# Aranyosgerend

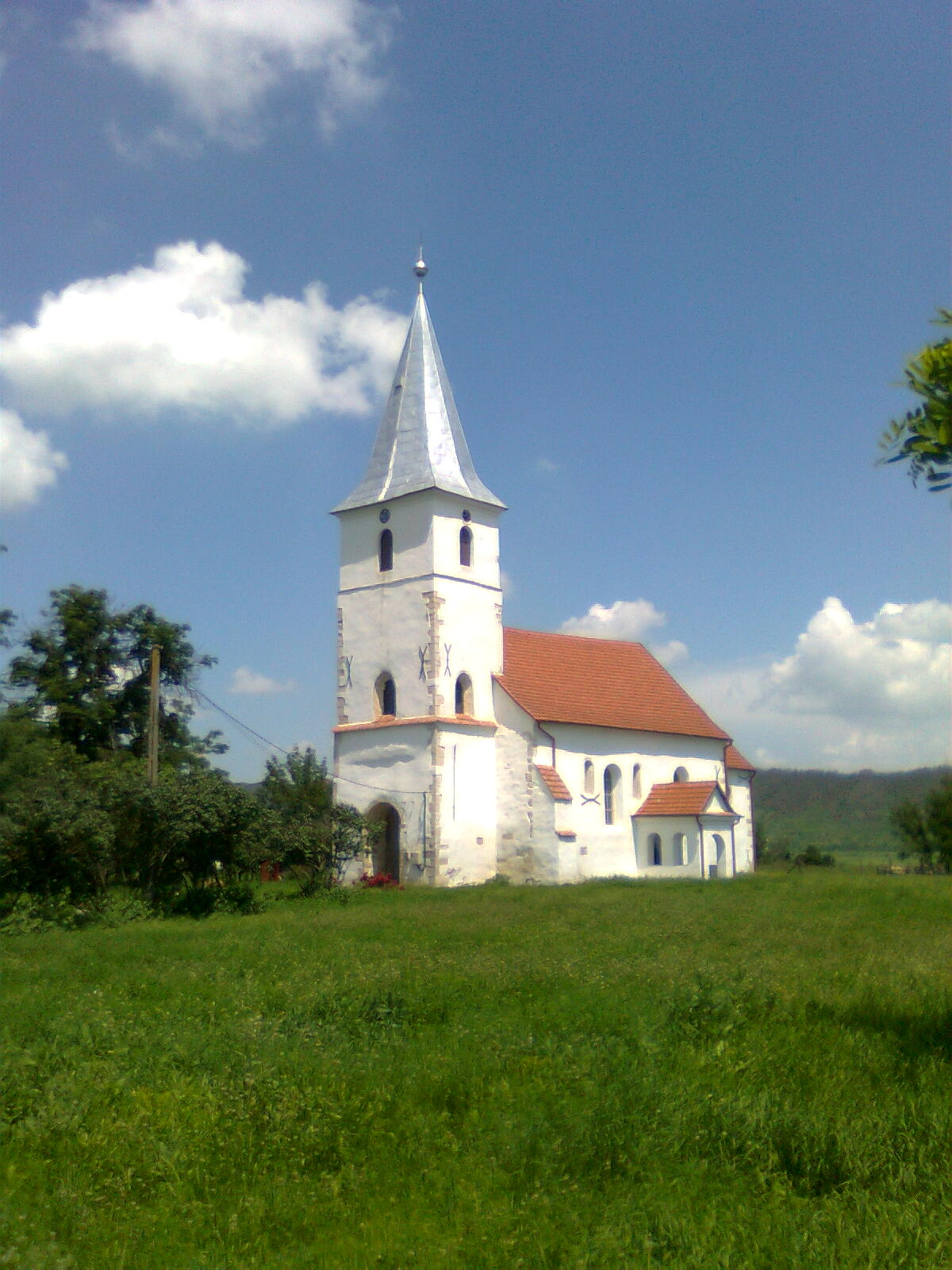
Műemlék református temploma

Aranyosgerend (románul: Luncani, régebb Grindeni, Grind, Grind-Arieș, németül: Neusatz) falu Erdélyben, Kolozs megyében. Jelenleg közigazgatásilag Aranyoslónához tartozik, míg a középkorban a román jobbágyfalu a helyi grófok birtokát képezte. Az Osztrák–Magyar Monarchiában Torda-Aranyos vármegyéhez tartozott.

## Nevének eredete
Aranyosgerend a nevét egyfelől a település mellett folyó Aranyosról, másrészt feltehetőleg a gredt, emelkedést jelentő szláv szóból kaphatta. Sokak szerint a "gerend" végződés a Gerendi család nevéből származik, viszont ezt a lehetőséget a nyelvészek határozottan visszautasítják, mivel ennek pont a fordítottja tekinthető valószínűnek.
A települést románul Grindnek, olykor Grind-Arieșnek hívták. A magyar eredetű román településnevet Trianont követően a hatalom megváltoztatta, mint Erdély számtalan településén. Ezért 1936-tól napjainkig a hivatalos román neve Luncani.
A magyar lakosság számaránya, illetve a kisebbségi törvény alapján 2003. december 15-én a falu bejárataihoz új, kétnyelvű névtáblák kerültek. Ezeket másnap a helyi rendőrség levetette, mivel illegálisan voltak feltéve. 2004. január 15-én új kétnyelvű faluhatárt jelző táblák kerültek kihelyezésre. Az aranyoslónai önkormányzatban történt erős RMDSZ-es lobbi következtében a helyi postahivatalra is kikerült a kétnyelvű tábla.

## Fekvése
Tordától 21 km-re délkeletre az Aranyos jobb partján, a folyó második teraszán fekszik. Nyolc természetes forrás található a faluban. Az átlaghőmérséklet 7-9 °C, mint a Mezőségen és a Szamos-fennsíkon. A leghidegebb hónap a február, és a legmelegebb a július. A légköri csapadék évi középmennyisége Kolozs megyében ezen vidék környékén, a Tordai- és az Aranyosgyéresi-medencében a legalacsonyabb. Az első hó itt hull le legkésőbb, december első felében.

## Lakossága
A település lakosságát 1599–1604 közötti általános pusztulás és pestisjárvány nagyon meggyérítette. Ezért a falu birtokosa, a Jósika család, telepeseket hozatott a faluba. Ennek tudható be, hogy az oláh jobbágyok letelepedése a falu szélén. 1700 után az oláh jobbágyok áttértek a görögkatolikus hitre, ezért Kemény József és Láng Anna 1795-ben egy kápolnát építettek számukra szintén a falu szélén. A Trianont követő első két évben a magyar lakosság általános terrornak volt kitéve. Elkobozták vagyonukat, amelyet a falu összetételét törvénytelenül megváltoztató betelepült románok kaptak meg. 1930-ban a két nagy etnikum számaránya megközelítőleg azonos lett, viszont a roma kisebbség kifejezetten a magyarok oldalára állt. Csak 1968-ban sikerült megváltoztatniuk a karhatalmistáknak a magyarság és románság közti arányt, az utóbbiak javára.

## Története
Aranyosgerend (Luncani) az itt folytatott ásatások bizonysága szerint már a bronzkorban is lakott hely volt.
Később pedig a rómaiak építettek itt erődítményt az itt levő útkereszteződés védelmére.
1260-ban Gerend néven említik először. A Gerendi család ősi birtoka, amely a 16. században kastélyt is építtetett ide.
1529-ben Zápolya János király országgyűlést tartott itt, a 16. század végén a településnek híres unitárius iskolája volt.
Utoljára a Kemény család birtoka volt.
1910-ben 1289, többségben magyar lakosa volt, jelentős román kisebbséggel. A trianoni diktátumig Torda-Aranyos vármegye Felvinci járásához tartozott.

### A világháborúk
Kilakoltatás előtt a gabonát szekresztrálták (elvették) a románok. A lisztünket mind egy cseppig elvitték! Ezért sokan a földbe, a koréba dugták el. Kidobolták, hogy menjünk ki a faluból éjjel. Éjjel, esőben ment a nép Vajdaszegre. (Veres Balázsné – 2005. július)

## Látnivalók

### Kemény–Bánffy-kastély

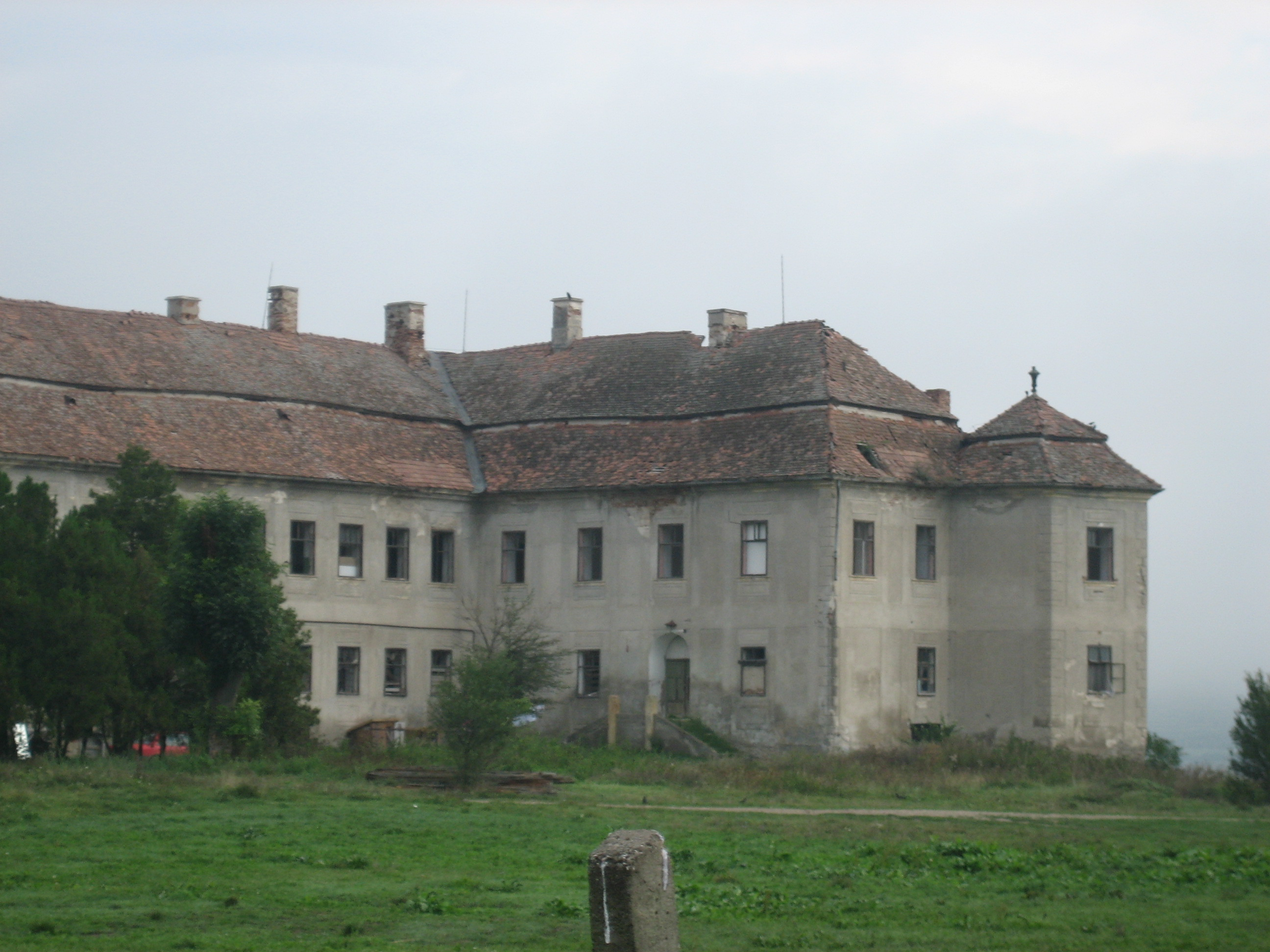
A 18. századi kastély

A falu első kastélya az igen festői hangulatú Aranyos folyó menti dombra épült a 16. században a Gerendi család számára. E vidék ősidőktől a Gerendi családhoz tartozhatott, miután Gerendi Miklósnak Gerendkeresztúrt és Örkét a IV. László 1289-ben. Az Erdélyi Fejedelemség korában első éveiben még mindig a család birtokolta a Zápolya alatt az osztrákokkal tartó Gerendi Miklós püspök birtokát, hol Ferdinánd részére gyűlést tartott. Gerendi János Báthori Zsigmond uralkodása alatt török pártisága miatt 1589-ben Gerendet és Egerbegyet Jósika Istvánnak és nejének Füzi Borbálának adományozta. Majd események sorát követve a birtokot visszakapta a Gerendi család, majd a Kemény család.

### Református templom
Tőle délre 100 m-re az 1290 körül épült gótikus stílusú református templom áll. A templom nemcsak mutatja, hanem feliratban is tükrözi a román és a gótikus stílus átmenetét. Szentélye, amely négyszögben záródik, boltozatos, egyes hajója vízirányos mennyezetű. A román szerkezet és a gót csúcsíves ablakok tisztán tükrözik a falu gazdagságát. A szentély északi falában egy latin nyelvű felirattal találkozunk: Istam cameram edificavit Stephas Sacerdos anno di D CC XC.
A templomban található egy Bolyai-kályha, amely eredetileg a parókián volt.

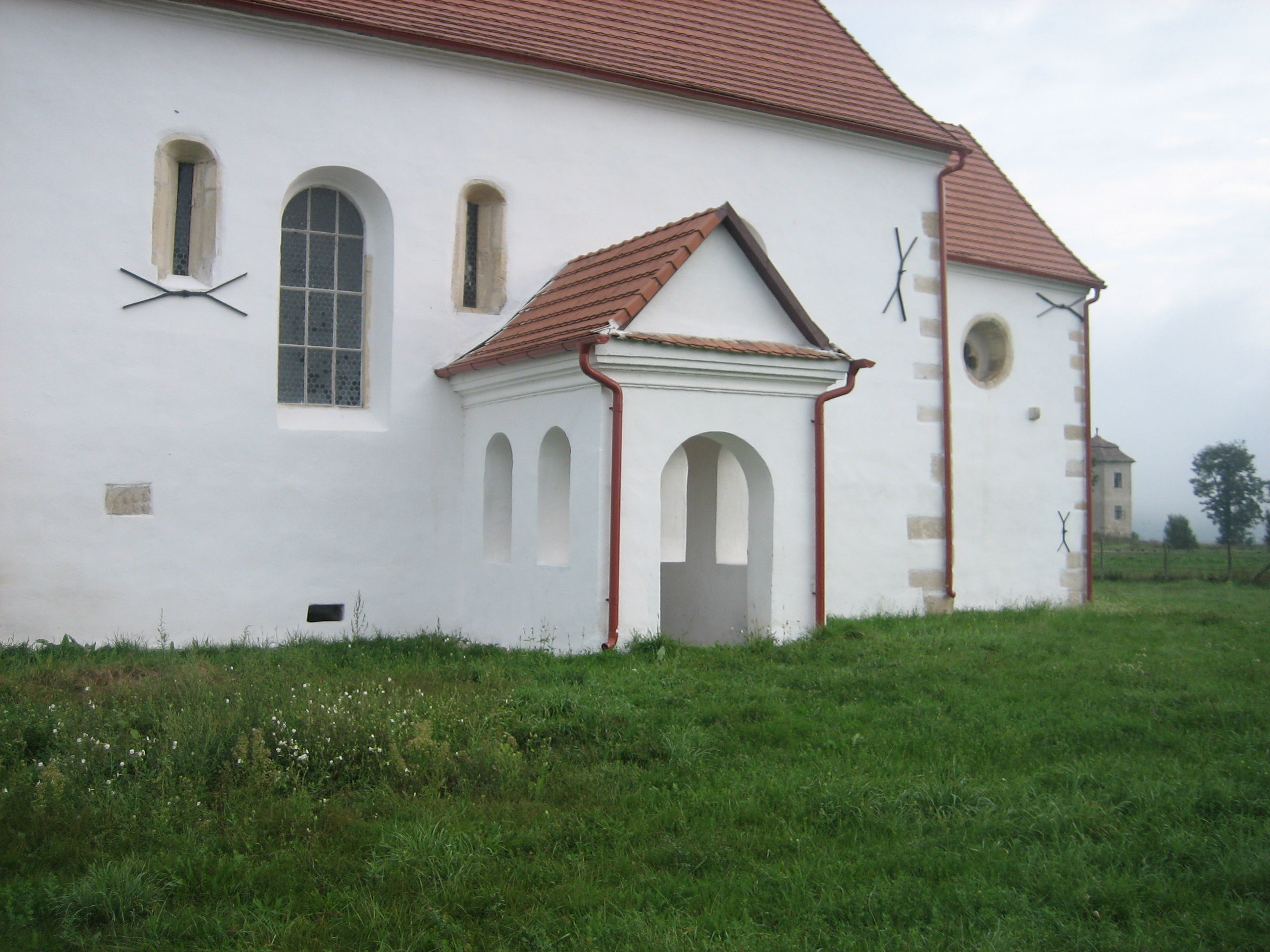
A református templom oldalról
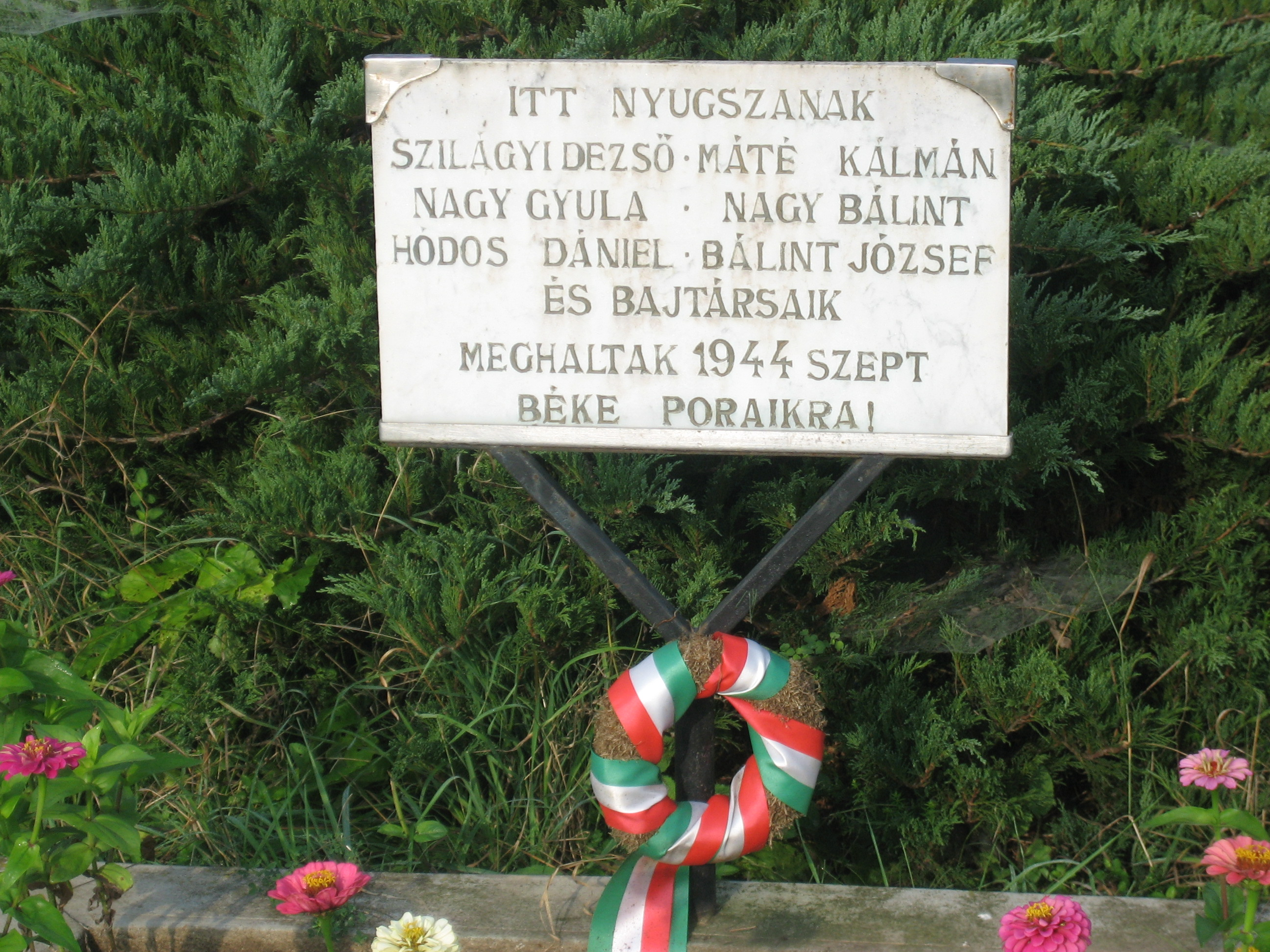
A II.világháborús körösnagyharsányi honvédek sírja
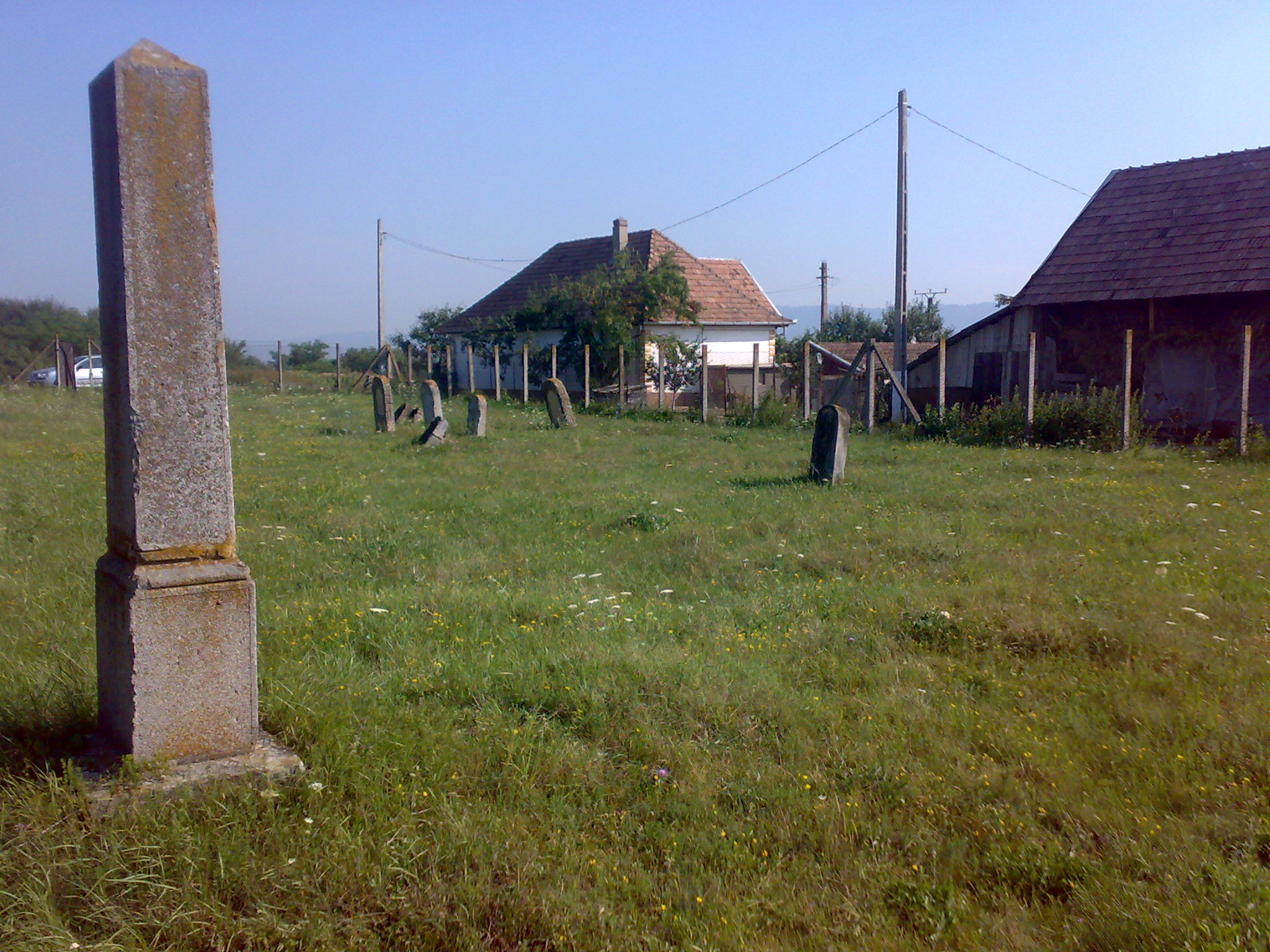
A zsidó temető néhány sírköve
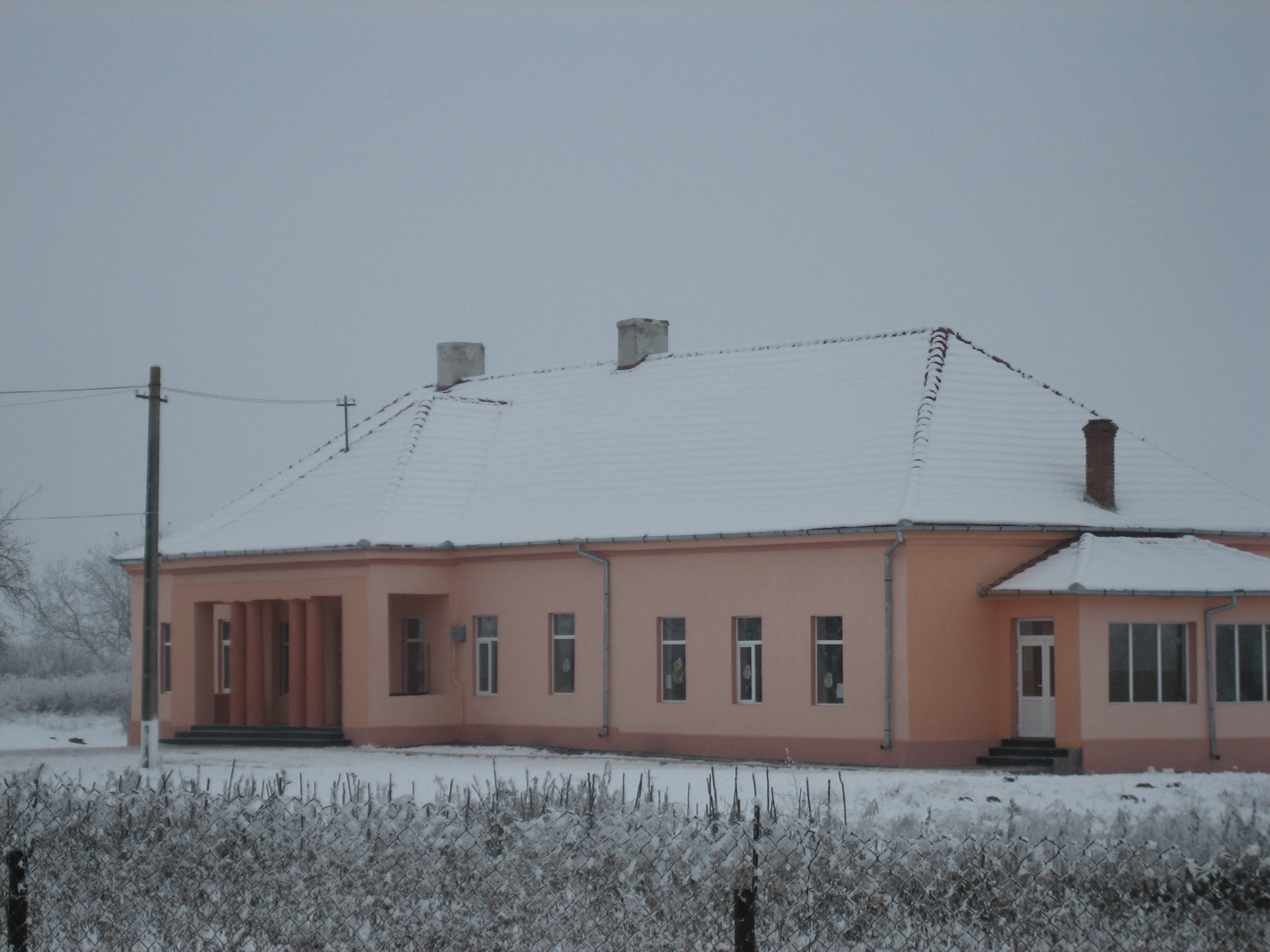
A Zeyk-ház

## Gazdasága

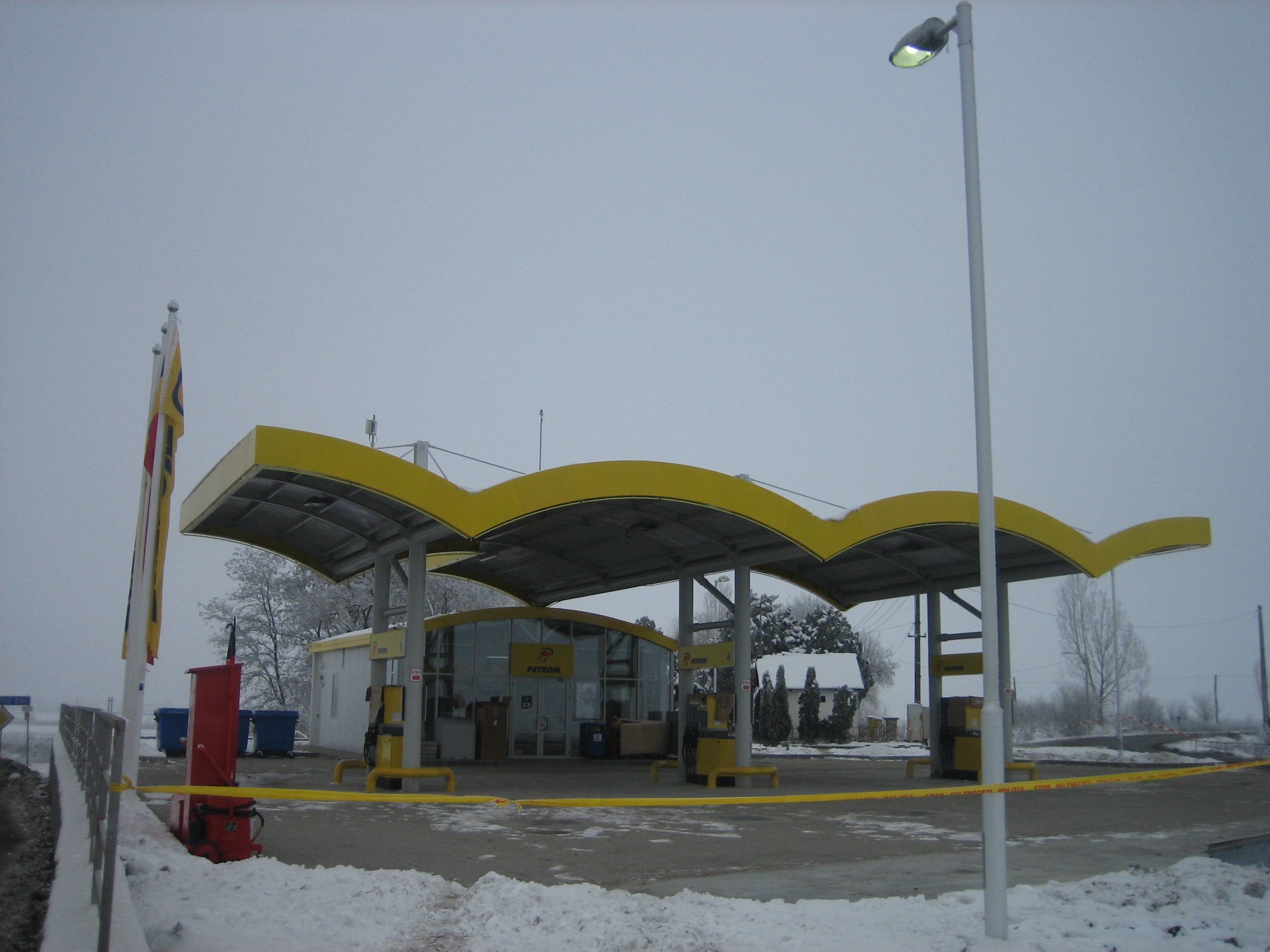
A település közelében lévő benzinkút

A település főleg mezőgazdaságból él. A magángazdálkodás éveiben a település fő terményei a búza, kukorica és a szőlő volt. Erdély szerte ismert volt a térségben előállított bor. A szőlősök az Aranyos bal oldalán voltak találhatók. A falut meglátogató Orbán Balázs is dicsérte a szőlősöket. Az Aranyosgerenden készült borok külföldön is számtalan kitüntetésben részesültek. A borokat vincellérek gondozták. A szocializmus idején végbemenő államosításkor, a szőlőseket legyalulták. A térség borait csak „Gerendinek”, „Egerbegyinek” szólították, attól függően, hogy melyik településen volt termesztve. Az aranyosgerendi bor már csak háztáji gazdálkodásoknál van előállítva, ellentétben az Aranyosegerbegyel, ahol még a mai napig is a domboldalakat szőlők borítják.
A földművelés mellett az állattenyésztés volt a másik jövedelemforrás. Főként teheneket, disznókat, a kastély melletti istállókban pedig lovakat tenyésztettek. Az állattenyésztésből származó tejet és húst a közeli iparvárosban, Aranyosgyéresen értékesítették a helybeliek.
A falu teljes kollektivizálása után a terméshozam lesüllyedt. Csak a gépi gazdálkodással és a műtrágya használatával sikerült elérni illetve meghaladni a korábbi terméshozamokat, amelyek 1966-ban Sósszentmártonnal együtt a következőképpen alakultak:
| Búza       | Kukorica   | Cukorrépa    | Növendék marha | Tehén | Növendék disznó | Koca | Bárány | Anyajuh |
| ---------- | ---------- | ------------ | -------------- | ----- | --------------- | ---- | ------ | ------- |
| 2590 mázsa | 4580 mázsa | 24 700 mázsa | 771            | 381   | 365             | 50   | 820    | 664     |

1990-ben nagy fordulat állt be a mezőgazdaságban, felbomlott a termelőszövetkezet. Ezzel együtt a mezőgazdaságban dolgozók száma is csökkent. A lakosság egy része Spanyolországba és Olaszországba ment a jobb megélhetés reményében, közülük már sokan hazatértek – ennek tudható be a rengeteg felújított illetve új lakóház is.